# انتخابات در تایوان
انتخابات در تایوان در سطح ملی و محلی برگزار می‌شود. در سطح ملی، رئیس‌جمهور جمهوری چین (تایوان)، و اعضای مجلس قانونگذاری ملی، یوان، به‌طور مستقیم هر چهار سال یک بار توسط شهروندان انتخاب می‌شوند.
روسای دوائر دولت‌های خود مختار شامل شهرهای خاص (تایوان)، استانها، شهرها، شهرک‌ها، مناطق استانی و منطقه کنترل شده شهرها، مناطق و نواحی بومی و روستاها انتخابات خاص خود را دارند. همچنین روسای نهاده‌ای دولتی از سوی شهروندانی که اقامت خود را در محل سکونت خود ثبت کرده‌اند به‌طور مستقیم انتخاب می‌شوند. انتخابات محلی هر چهار سال یک‌بار در فواصل زمانی بین دو انتخابات سراسری برگزار می‌شود که تحت نظارت کمیسیون مرکزی انتخابات که یک نهاد مستقل در مرکز انتخابات دولت است قرار دارد. دولت، شهرداری‌ها، شهرستانها و کمیسیون‌های انتخابات شهری زیر نظارت حوزه‌هایی قضایی کشور قرار دارند. حداقل سن رای‌دهی بیست سال است. رای‌دهندگان باید قبل از اینکه اجازه شرکت در رای‌گیری پیدا کنند چهار ماه در محدوده حوزه رای‌گیری ساکن باشند.

## تاریخچه
انتخابات برای نخستین بار در تایوان توسط دولت استعمار ژاپن در ۲۲ نوامبر ۱۹۳۵برگزار شد و نیمی از شورای شهر و شهرداری‌ها انتخاب شدند. نیمه دیگر توسط فرمانداران پیشین منصوب شد. فقط مردان بالای ۲۵ سال و بالاتر و کسانی که مالیات بالاتری از پنج ین یا بیشتر در سال داشتند، اجازه رأی دادن داشتند که این تنها ۲۸۰۰۰نفر از جمعیت ۴ میلیون نفری تایوان را برای رای دادن در بر می‌گرفت. انتخابات بار دیگر در سال ۱۹۳۹برگزار شد، اما انتخابات ۱۹۴۳به دلیل جنگ جهانی دوم لغو شد.
برگزاری منظم مجلس قانونگذاری ملی در سال ۲۰۰۰ متوقف شد و در سال ۲۰۰۵ لغو شد. تعداد اعضای قانونی یوان یا مجلس قانونگذاری ملی در سال ۲۰۰۸ به میزان ۱۱۳ نفر کاهش یافت.
در سال‌های اخیر، دولت بیشتر در حال هماهنگ‌کردن تاریخ انتخابات در دو تاریخ کلیدی: انتخابات ملی و انتخابات محلی است.
- انتخابات ملی، رئیس‌جمهور و معاون رئیس‌جمهور و همچنین ۱۱۳ قانونگذار را انتخاب می‌کند.
- انتخابات محلی ۱۱ نقطه و ۱۳۰ مقام محلی را انتخاب می‌کند که در سازمان‌های خودگردان خدمت می‌کنند.

## نظام انتخاباتی
کاندیداهای ریاست جمهوری و معاونان ریاست جمهوری در همین کمپین انتخاب می‌شوند، با استفاده از رأی دهی گذشته. این انتخابات هفتمین انتخابات رئیس‌جمهور و معاون رئیس‌جمهور خواهد بود، انتخابات ریاست جمهوری تا سال ۱۹۹۶ توسط مجمع عمومی مجلس نمایندگان به‌طور غیرمستقیم انتخاب می‌شدند.
۱۱۳ عضو قانونگذار پارلمان یوان توسط یک نظام انتخاباتی نخست‌نفری انتخاب می‌شوند که ۷۳ کرسی حوزه‌های انتخابی بر اساس جغرافیای (عمومی) از طریق نظام نخست نفری و ۳۴ نفر دیگر از فهرست نمایندگان متناسب (PR) و همچنین از طریق رای‌گیری احزاب ملی انتخاب می‌شوند.

## انتخابات ریاست‌جمهوری

### حزب دموکراتیک پیشرو
حزب دموکراتیک پیشرو (DPP)، همچنین به عنوان مین‌جین دانگ (MJD) شناخته می‌شود، یک حزب سیاسی لیبرال در تایوان و حزب حاکم در ائتلاف با حزب پان سبز است؛ چرا که در حال حاضر حزب حاکم اکثریت را در دست دارد و ریاست جمهوری و مجلس قانونگذاری یوان را برعهده دارد.

### کومینتانگ
حزب ملی مردم یا حزب مؤسس جمهوری در چین و حزب حاکم (تایوان) است. ایدئولوژی حاکم بر این حزب سه اصل خلق نام دارد که سون یات سن آن را تشویق می‌کرد. حزب کومینتانگ در سال ۱۹۱۳ و پس از سرنگونی امپراتوری دودمان چینگ در چین ایجاد شد و پس از فراز و نشیب‌هایی، از سال ۱۹۱۹ حکومت چین را در دست گرفت. رهبران کمونیست آینده مانند مائو تسه تونگ و چوان لای مناصب مهمی در مؤسسات دهقانی و نظامی کومینتانگ به عهده گرفتند.